# Praktblåsmyg
Praktblåsmyg (Malurus splendens) är en liten långstjärtad tätting i familjen blåsmygar (Maluridae). Den förekommer över stora delar av den australiska kontinenten från centrala västra New South Wales och sydvästra Queensland till Western Australias kust och bebor främst torra eller halvtorra regioner. Den uppvisar en hög grad av sexuell dimorfism där hanen i häckningsdräkt är klarblå med svarta detaljer medan icke-häckande hanar, honor och juveniler till största delen är gråbruna. Detta gav upphov till uppfattningen att hanen var polygam då alla gråbruna individer bedömdes som honor. Idag omfattar arten ett antal taxa som tidigare kategoriserades som egna arter.
Som andra blåsmygar uppvisar praktblåsmygen ett antal ekologiska särdrag. Den är socialt monogam och sexuellt promiskuös, vilket innebär att trots att den bildar par med en hane och en hona så parar sig båda parter med andra individer och hjälper även till att föda upp ungar som kan bli resultatet ifrån sådana möten. Hanarna plockar rosa eller violetta blomblad och visar upp dem för honan som en del av parningsleken.
Dess biotop varierar från skog till torr buskmark, ofta med riklig vegetation för skydd. Till skillnad från den östliga vitbukad blåsmyg (Malurus cyaneus), har den inte anpassat sig väl till mänsklig påverkan av landskapet och har försvunnit från urbaniserade områden. Praktblåsmygen lever främst av insekter som den kompletterar med frön.

## Taxonomi
Praktblåsmygen är en av tolv arter inom släktet Malurus som alla återfinns i Australien och på Nya Guineas lågland. Dess närmsta släkting är vitbukad blåsmyg och dessa båda helblå arters närmsta släkting utgörs av purpurkronad blåsmyg (Malurus coronatus) som förekommer i nordvästra Australien.
De första specimen av arten insamlades vid King George-sundet, och praktblåsmygen beskrevs sedan 1830 som Saxicola splendens av den franske naturalisten Jean René Constant Quoy och Joseph Paul Gaimard, tre år före John Gould gav den det vetenskapliga namnet Malurus pectoralis och trivialnamnet Banded Superb-warbler. Trots att han placerade arten i det korrekta släktet Malurus, så hade artepitetet som Quoy och Gaimard givit arten förtur. Artepitetet härstammar ifrån latinets splendens, som betyder "skinande". Blåsmygarna är inte nära besläktade med gärdsmygarna. Först placerades släktet i flugsnapparfamiljen Muscicapidae av Richard Bowdler Sharpe, men omplacerades senare till sångarfamiljen Sylviidae av samme auktor, innan den 1975 placerades i den sentida erkända familjen Maluridae. DNA-analyser har visat att familjen är besläktad med Meliphagidae (Honungsfåglar), och Pardalotidae som tillsammans utgör den större överfamiljen Meliphagoidea.

### Underarter

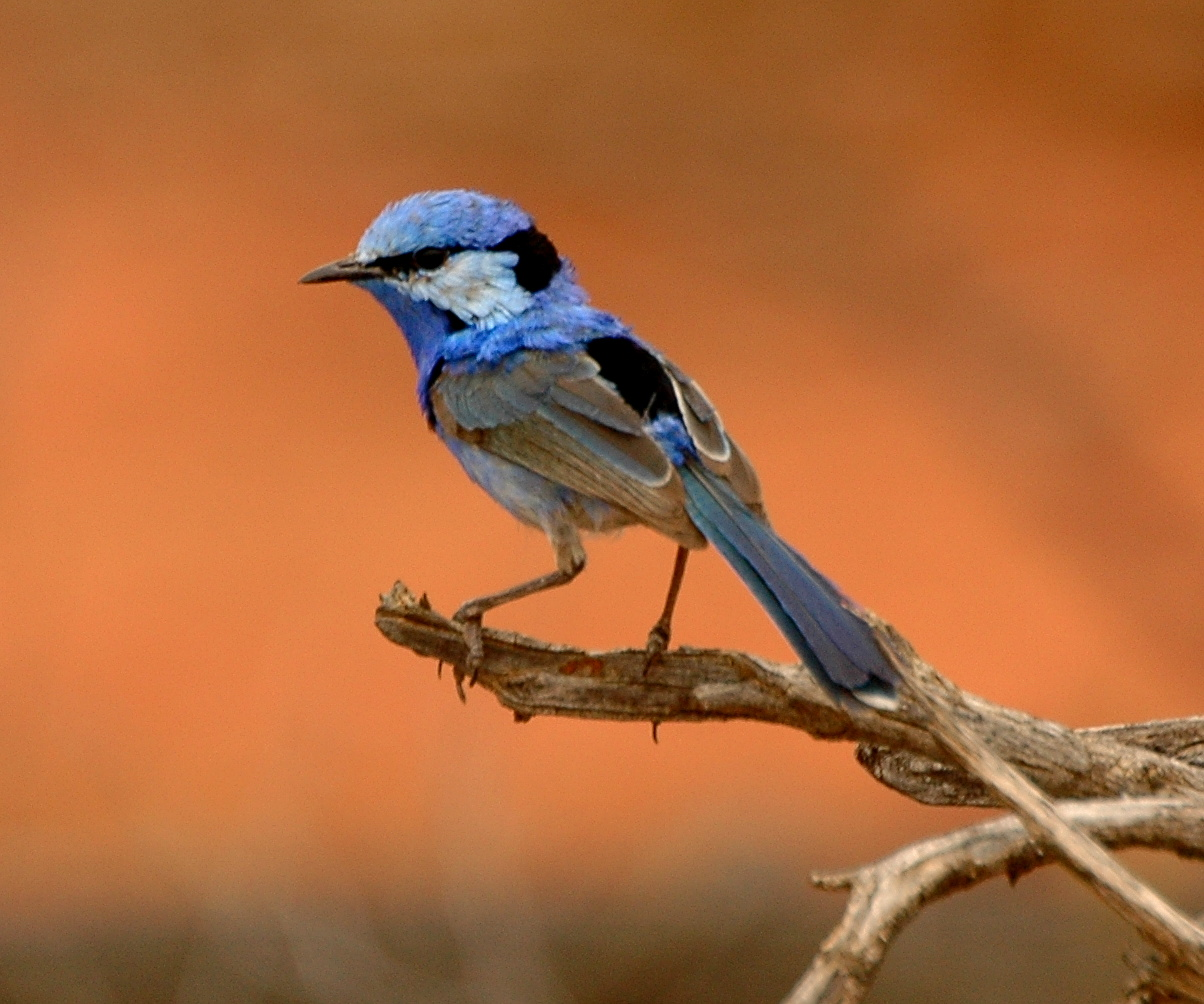
Hane av underarten emmettorum
Cunnamulla, sv Queensland

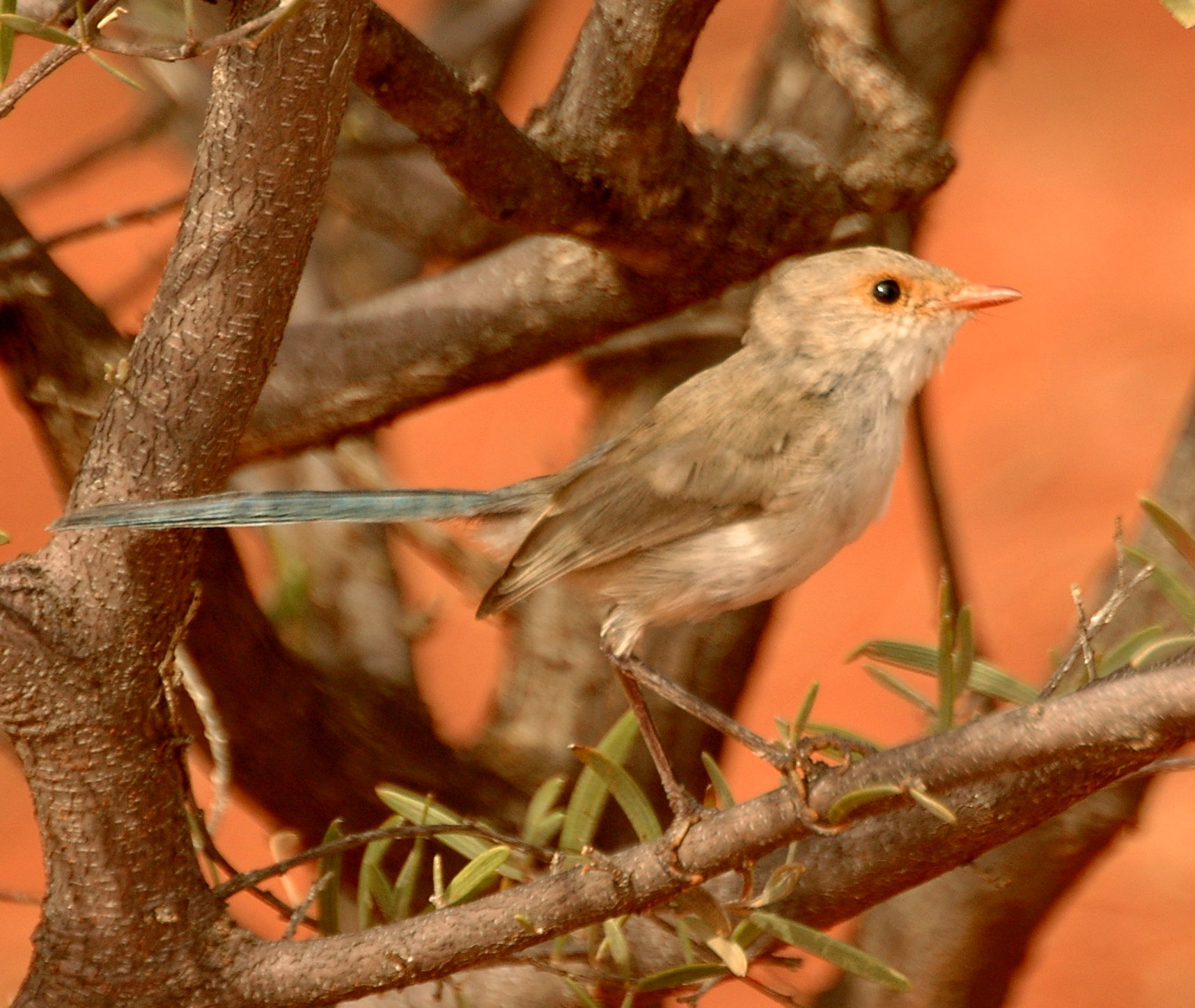
Hona av underarten emmettorum
Cunnamulla, sv Queensland

Den nuvarande taxonomin erkänner fyra underarter:
- M. s. splendens – förekommer i Western Australia
- M. s. musgravei (G. Mathews, 1922) – förekommer i centrala Australien (synonym: M. s. callainus)
- M. s. melanotus (Gould, 1841) – förekommer i östra Australiens inland.
- M. s. emmottorum (Schodde & Mason, 1999) – förekommer i sydvästra Queensland.[17]

Initialt kategoriserades tre av dessa underarter; melanotus, splendens och musgravei som egna arter då de beskrevs långt ifrån varandra. I och med att Australiens inland blev utforskat blev det uppenbart att taxonen hybridiserar i områden där utbredningsområdena överlappar. På grund av detta omkategoriserades dessa tre taxon 1975 som underarter av Malurus splendens.
Utifrån specimen insamlade av Samuel White beskrevs taxonet callainus 1867 av John Gould som den egna arten M. callainus. Numera är det känt att detta taxon är en hybrid mellan musgravei och melanotus.

## Utseende och läte
Praktblåsmygen är en liten, långstjärtad fågel och arten mäter cirka 14 cm. Den uppvisar en hög grad av sexuell dimorfism. Adult hane i häckningsdräkt har klarblå panna och örontäckare, violett strupe och djupare blå vingovansida, bröst och stjärt. Den har ett svart ögonstreck, som sträcker sig från den svarta näbben till ett svart parti i nacken. Utöver detta har den även ett svart bröstband. Icke-häckande hane är brun med blå inslag på vingarna och en blåaktig stjärt. Honan liknar icke-häckande hanar men har ett rödbrunt område runt ögat och rödbrun näbb. Juvenila hanar ruggar till häckningsdräkt redan under första häckningssäsongen efter att de har kläckts men den kan vara partiell med kvarvarande bruna partier och kan ta ett eller två år till innan den är komplett. Båda könen ruggar under hösten efter häckningen, då hanarna anlägger en eklipsdräkt och de ruggar igen under vinter och vår för att anlägga häckningsdräkt. Hanarnas blå häckningsdräkt, speciellt örontäckarna, är mycket iriserande Den blå fjäderdräkten reflekterar även kraftigt ultraviolett ljus.
M. s. melanotus skiljer sig från nominatformen genom sin svarta övergump, avsaknad av lila toner och ljusare nedre buk. M. s. musgravei har, i förhållande till splendens, ljusare blå, eller turkos ovansida och svart övergump.
Sången har beskrivits som ett kassettband som snabbspolas. Lätet är hårdare och ljudligare än hos andra blåsmygar och varierar från individ till individ. Ett mjukt enstaka trrt fungerar som kontaktläte inom en födosökande grupp, medan varningslätet är ett tsit. Honan yttrar ett purrande läte under ruvningen.

## Utbredning och habitat
Arten är vida spridd i torra och halvtorra områden i Australien. Dess habitat är vanligtvis torra och buskiga områden med acacia och dvärgeukalyptus men i sydväst även i skogsområden med undervegetation. Den västliga underarten splendens och den östliga melanotus är till största delen stannfåglar medan musgravei delvis är nomadisk. Till skillnad från den östliga vitbukiga blåsmygen (Malurus cyaneus), har praktblåsmygen inte anpassat sig väl till mänsklig påverkan av landskapet och arten har försvunnit från vissa urbaniserade områden.

## Ekologi

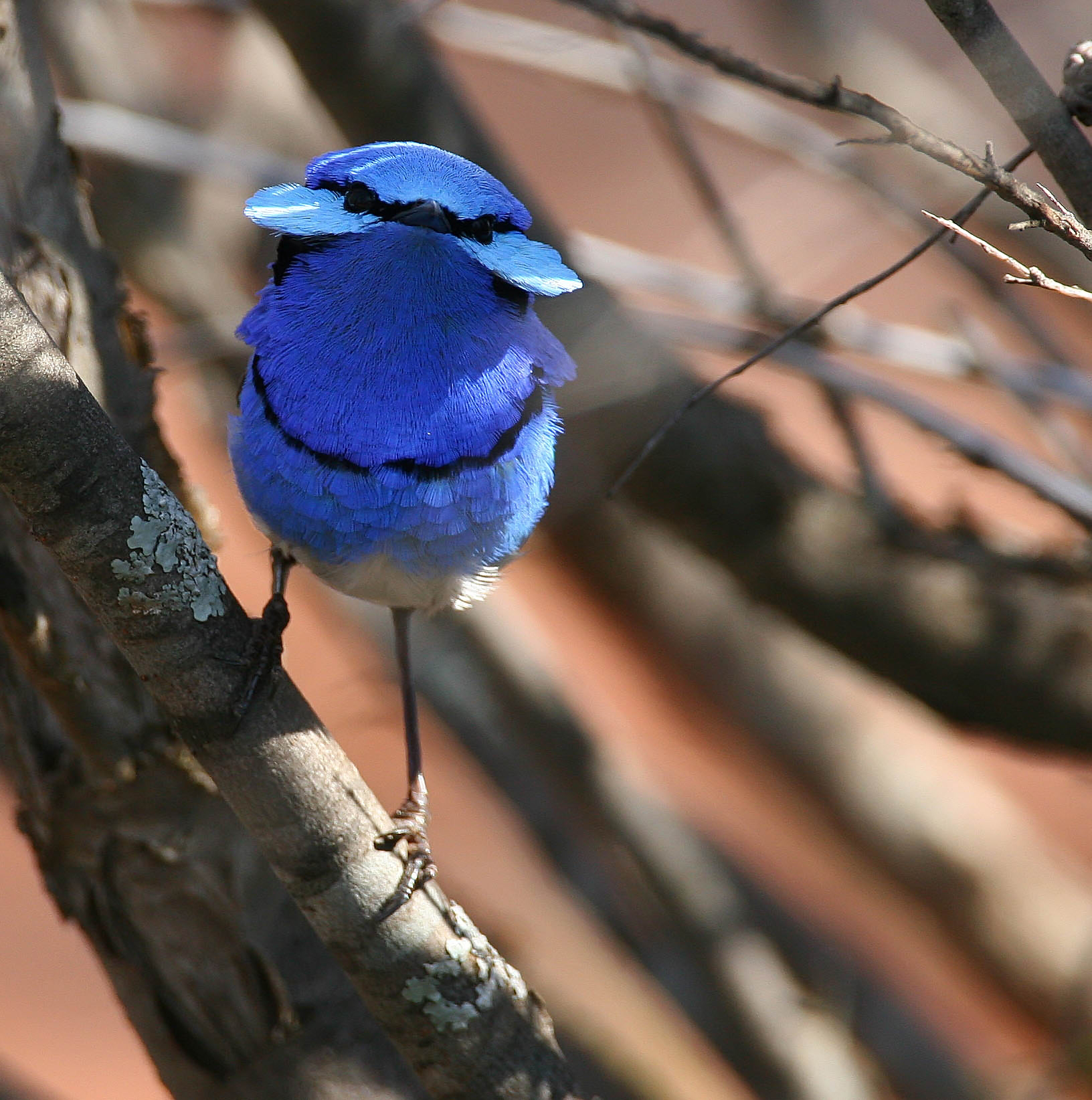
Praktblåsmygen beter sig på ett säreget sätt för att distrahera predatorer bort från ungar och ägg.

### Födosök
Praktblåsmygen är främst insektsätare och dess diet består av en stor variation av leddjur som myror, gräshoppor, syrsor, spindlar och skalbaggar. Utöver detta kompletteras dieten med mindre mängder frön, blommor och frukt. Likt de andra blåsmygarna är arten en rastlös och aktiv födosökare, ofta i grupp och främst på barmark i närheten av skydd eller i buskage. Ovanligt för blåsmygarna så födosöker den högre upp i de lägre nivåerna i bladverken av blommande Eucalyptus. Under vår och sommar, då insekterna är talrika och lättfångade, är de aktiva i perioder under dagen och vilar sig mellan födosöken. De söker ofta skydd i grupp under den värsta hettan under dagen. Under vintern är födan mindre lättillgänglig och sökandet efter föda tar större delen av dagen.

### Förflyttning
Den förflyttar sig i serier av kvicka hopp, och balanserar med hjälp av den långa stjärten, vilken den oftast håller upprätt och i rörelse. De korta, runda vingarna ger god initial lyftförmåga och duger väl för kortare flykt. Utöver detta är praktblåsmygen även en starkare flygare än många andra blåsmygar.

### Revirgruppering
Praktblåsmygen försvarar sina revir i grupper av två till åtta individer året runt. Revirets storlek är i genomsnitt 4,4 hektar i skogs- och hedlandskap och storleken minskar med ökad växtlighet och ökar i förhållande till hur många hanar gruppen omfattar. Gruppen består av socialt monogama par med en eller flera icke-häckande understödjande individer, som kläckts i reviret men som inte nödvändigtvis är avkomman till de par som de understödjer. Praktblåsmygen är sexuellt promiskuös, där partnerna parar sig med andra individer och till och med hjälper till att föda upp ungar som kan bli resultatet ifrån sådana möten. Över en tredjedel av avkomman härstammar ifrån "utomäktenskaplig" parning. De icke-häckande individerna i gruppen hjälper till att försvara reviret och föda upp ungar. Fåglarna i gruppen vilar sida vid sida och ägnar sig även åt gemensam putsning.

### Predation
De viktigaste bopredatorerna utgörs av flöjtkråka (Gymnorhina tibicen), törnkråkor (Cracticus), skrattkokaburra (Dacelo novaeguineae), kurrawonger (Strepera), kråkor och korpar (Corvus), sottörntrast (Colluricincla umbrina) men även vissa introducerade däggdjur som rödräv (Vulpes vulpes), katt (Felis catus) och svartråtta (Rattus rattus). Likt andra blåsmygar kan den genomföra en form av distraktionsuppvisning för att komma undan hot, eller skydda ungar och ägg från predatorer. De sänker då huvudet och stjärten samtidigt som den burrar upp sig och sträcker ut vingarna. På detta sätt springer den sedan snabbt iväg samtidigt som den ger ifrån sig ett ihållande varningsläte.

### Häckning
Det finns flera olika dokumenterade uppvaktningsbeteenden hos praktblåsmygen. Bland annat ägnar sig hanen åt så kallad "sjöhästsflygning" , uppkallad efter sjöhästen på grund av dess liknande rörelsemönster. Under denna uppvisning flyger hanen med halsen sträckt och huvudfjädrarna uppspärrade, samtidigt som han lutar kroppen från horisontellt läge till vertikalt och med mycket snabb vingföring sänker och höjer sig överdrivet långsamt från marken. Hanen kan också resa de blå fjädrarna på sidan av huvudet så att de ser ut som örontofsar, att vifta med dem lockar till sig honor och fungerar som en hotfull signal mot andra hanar.

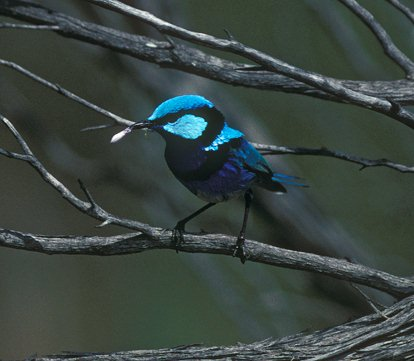
Praktbåsmyg (ssp. musgravei) med lilafärgade blomblad i näbben.

Ett annat särdrag som blåsmygarna uppvisar är att hanarna under häckningssäsongen plockar blomblad, och där praktblåsmygshanen främst väljer rosa och lila blad som han visar för den uppvaktade honan. Utanför häckningstid så förekommer det att hanar visar upp blomblad för honor i ett annat revir för att visa upp sig. Arten är socialt monogam och sexuellt promiskuös, vilket innebär att trots att den bildar livslånga par så parar sig båda parter regelbundet med andra individer och hjälper även att föda upp ungar som kan bli resultatet ifrån sådana möten. En del av ungarna härstammar från hanar utanför revirgruppen. Juveniler tas ofta om hand av inte enbart föräldrarna, utan även av andra hanar som också parat sig med honan. 
Häckningen pågår från slutet av augusti till januari, men kraftigt regn i augusti kan försena häckningen. Boet byggs av honan och består av en rund eller klotformad struktur av löst sammanvävt gräs och spindelnät med en väl dold öppning nära marken ofta i tjock och taggig vegetation som Acacia pulchella eller arter inom släktet Hakea. En till två kullar läggs per häckningssäsong. Varje kull består av två till fyra smutsvita ägg med rödbruna prickar som mäter 12 × 16 mm. Honan ruvar äggen i ungefär två veckor. Ungarna är flygga efter 10–13 dagar. Juvenilerna stannar i familjegruppen under ett år eller mer och flyttar sedan till en ny revirgrupp, ofta en angränsande revirgrupp, eller också stannar den kvar och intar en dominant position i den ursprungliga revirgruppen.
Praktblåsmygen är ofta värd för häckningsparasiten mulgaglansgök (Chrysococcyx basalis), och det finns även observationer av guldglansgök (Chrysococcyx lucidus).

## Status
Arten har ett stort utbredningsområde och beståndet anses vara stabilt. Internationella naturvårdsunionen IUCN listar den därför som livskraftig (LC).